# Chasmogamie
La chasmogamie (formé à partir des mots grecs χάσμα / khásma, « ouverture béante », et γάμος / gámos, mariage), désigne la caractéristique de certaines espèces de plantes de se reproduire avec une reproduction sexuée, par la pollinisation croisée. C'est la caractéristique de base des plantes allogames.
Le contraire de la chasmogamie est la cléistogamie (formé à partir des mots grecs κλειστός /  kleistós, fermé, et γάμος / gámos, mariage), indiquant une « fleur fermée », qui implique une autopollinisation automatique. C'est la caractéristique de base des plantes autogames (parmi lesquelles la majorité des graminées).
Sur une même plante, deux modes de reproduction peuvent être à l'œuvre, avec une partie des fleurs qui s'ouvrent et l'autre partie qui restent fermées, mais à l'intérieur desquelles une autopollinisation s'effectue. Le taux de fleurs ne s'ouvrant pas dépend pour partie, mais pas uniquement de bases génétiques. Suivant ce taux, les plantes sont classées parmi les allogames ou les autogames.